# Тамбасов, Дмитрий Александрович
Дмитрий Александрович Тамбасов (род. 2 февраля 1983, Пермь, Пермская область, РСФСР, СССР) — российский серийный убийца и насильник, совершивший не менее 3 убийств, сопряженных с изнасилованиями, с марта 2001 по ноябрь 2003 года на территории города Пермь. Истинный масштаб преступлений Тамбасова остался неизвестным следствию. По версии следствия, Тамбасов причастен к совершению от 9 до 11 убийств, сам он дал признательные показания в совершении 4, а осужден был за 3. Несмотря на тяжесть совершённых им деяний, Дмитрий Тамбасов избежал уголовного наказания в виде пожизненного лишения свободы и был приговорён к 25 годам тюремного заключения.

## Биография

### Детство и юность
Дмитрий Тамбасов родился 2 февраля 1983 года в Перми. Был средним ребенком в семье из трех детей. Детство и юность Дмитрий провел в социально неблагополучной обстановке. Уже с ранних лет Дмитрий начал демонстрировать признаки психического расстройства. По словам матери, в детстве он страдал паническими атаками в ночное время суток. Однако полноценного лечения не получил, так как врач посоветовал матери Дмитрия лечить сына с помощью употребления валерьянки. Младшая сестра Тамбасова родилась с инвалидностью, вследствие чего родители и бабушка после ее рождения стали меньше уделять внимания Дмитрию, и его психическое состояние в дальнейшие годы резко ухудшилось. По словам матери Дмитрия, будучи подростком он возможно страдал синдромом дефицита внимания и гиперактивности, так как в ответ на упреки и запреты мог биться головой о стены, о железную койку, неоднократно пытался совершить самоубийство и занимался самоповреждением, в частности, наносил себе порезы кожи при помощи ножа и других острых предметов. Тамбасов учился в специализированной воспитательной школе для трудных подростков на пекаря. По словам оперативника уголовного розыска УВД Перми Дмитрия Байчурина, Дмитрий впоследствии утверждал, что в возрасте 16 лет у него произошла интимная близость с одной из учительниц интерната, которая получала сексуальное удовлетворение от садомазохизма и анального секса, что, по версии следствия, сильно повлияло на психоэмоциональное состояние Тамбасова.
По словам матери, в 15 лет Дмитрий также имел сексуальный контакт с родственником-ровесником. Педагогическим составом специнтерната Тамбасов характеризовался крайне негативно. Учителя отмечали, что Дмитрий не испытывал интереса к учебному процессу и учился крайне плохо. Обладая высоким ростом, Тамбасов проявлял агрессивное и девиантное поведение по отношению к окружающим. Во время учебы в воспитательной школе Тамбасов подвергался аресту по обвинению в совершении грабежа и нападения на человека, вследствие чего был осужден и провел несколько месяцев в тюремном заключении. Выйдя на свободу, Дмитрий в течение нескольких месяцев сменил ряд профессий, занимаясь в основном низкоквалифицированным трудом, но нигде подолгу не задерживался, так как мечтал приобрести престижную профессию. В этот период в разное время он работал сторожем на заводе, грузчиком и охранником на дискотеках в местных ДК. В свободное от работы время Тамбасов посещал компьютерные клубы. В личной жизни Дмитрий Тамбасов рано начал демонстрировать патологически повышенное половое влечение и половую активность, вследствие чего стал увлекаться просмотром и коллекционированием фото и видеоматериалов эротического содержания и испытывал половое влечение к женщинам, которые по возрасту были старше его. Друзья и знакомые Дмитрия характеризовали его крайне неоднозначно. Один из друзей Тамбасова по имени Андрей утверждал, что в их компании было странное увлечение — они иногда придушивали друг друга для усиления ощущений, связанных с сексуальной разрядкой. Одна из подруг Тамбасова утверждала, что уже в юности Дмитрий демонстрировал склонность к садизму и мазохизму. Девушка рассказывала, что однажды стеклом вырезала на его теле свое имя, в ходе чего Тамбасов получил сексуальное удовлетворение.
Из показаний одного из приятелей Тамбасова:
Его кидало из крайности в крайность. Человек он неуравновешенный, особенно с девушками. Не может ограничивать свои желания, добиваясь близости. Крайне настойчив. Распускал руки, особенно пьяным. Придумал себе прозвище "мимик". Нам объяснял, что это от слова "мимикрия" — способность изменяться и маскироваться.
Бывшая возлюбленная Тамбасова, которая была старше его на несколько лет, утверждала, что он хотел жениться на ней и усыновить ее детей, но она сама прервала с ним отношения из-за матери Тамбасова, которая была против отношений сына с женщиной старше его. По словам возлюбленной Тамбасова, Дмитрий сильно переживал разрыв и предпринял очередную попытку суицида.
Из показаний бывшей возлюбленной Тамбасова:
Дима из тех людей, которых называют очень настойчивыми. Им проще дать, чем объяснить, почему нет. При опьянении Тамбасов мог вырезать на руках символы лезвием. Ему нравилась боль.
Весной 2001 года Дмитрий Тамбасов был призван в вооруженные силы Российской Федерации. Во время прохождения медицинской комиссии психиатр высказывал сомнения о соответствии его психологического состояния нормам из-за наличия у него рубцов на коже рук от порезов. Тем не менее Тамбасов был признан годным к несению военной службы, которую проходил в военно-морском флоте в городе Североморск. Во время службы Тамбасов стал жертвой неуставных отношений со стороны старослужащих, вследствие чего несколько раз подвергался избиению. Во время лечения в лазарете Тамбасов, согласно его собственному утверждению, стал жертвой сексуальных домогательств со стороны военного медицинского работника.
Из допроса Дмитрия Тамбасова:
Попал в лазарет. Начальник медицинской службы каждый вечер после отбоя поил меня спиртным и домогался.
После лазарета Тамбасов попал в психиатрическое отделение больницы Североморска, где предпринял очередную попытку самоубийства. В конечном итоге в результате повторной медицинской комиссии он был признан негодным к несению строевой военной службы по состоянию психического здоровья и комиссован, после чего вернулся в Пермь в сопровождении военнослужащих из своей воинской части, спустя всего лишь 6 месяцев после призыва в вооруженные силы. Из справки из военной части следовало, что Тамбасов имел эмоционально-волевые нарушения, не смог адаптироваться в военной части и страдал транзитным расстройством личности, которое приобрел во время службы.
После демобилизации психическое состояние Тамбасова резко ухудшилось. В декабре 2001 года Дмитрий был дважды сильно избит. Во втором случае его обнаружил на улице какой-то мужчина.
Из свидетельств матери Тамбасова:
Еще через недели две позвонил мужчина и сказал: "Забирайте своего, он в плохом состоянии, весь избитый, босиком". Мы пришли домой к этому мужчине. Сын стоял на улице весь избитый. Страшный. Сказал, что был на дискотеке, познакомился с ребятами, его поили водкой, дальше он ничего не помнит. В больницу мы не обращались. Сын также просил меня несколько раз вызвать ему психиатрическую бригаду и поставить его на учет, так как, когда он понервничает, то часто наносил себе увечья, брал ножи. Если сын выпьет немного алкоголя, даже пиво, он сразу становится неуправляемым. После этого ничего не помнит.

### Арест в 2003 году
Вечером 3 мая 2003 года Дмитрий Тамбасов познакомился с молодой девушкой, которая  стояла на троллейбусной остановке «Автовокзал». Девушка собиралась ехать домой, а позже — встретиться с другом на дискотеке в ДК «Телта». Увидев девушку, Тамбасов решил познакомиться с ней. В ходе общения с ней Дмитрий узнал о ее планах и предложил ей вместе поехать на дискотеку в ДК «Телта», так как по его словам там должна была находиться одна из его подруг. Получив ее согласие, Тамбасов остановил такси и отправился с девушкой сперва до своего дома, где взял деньги, а после в ДК «Телта». Согласно свидетельствам жертвы Тамбасова, в ДК «Телта» он сразу попытался напоить ее большим количеством алкогольных напитков, но она отказалась и совершила попытку уйти.
Из показаний жертвы изнасилования:
Я хотела уйти. Дима стал меня лапать, мне это не нравилось. Через 40 минут я сказала, что поеду домой. Дима сказал, что проводит меня до такси. Когда мы вышли из ДК, он всё время оглядывался по сторонам. Уговаривал поехать в "Искру" или "Охотник". Затем он стал меня целовать, полез под юбку. Я говорила: не надо. Он схватил меня за шею и сказал, чтобы я не сопротивлялась. Сказал, что мне, "может быть, повезет".
После этих слов Тамбасов с применением угроз и физического воздействия вынудил девушку пройти вместе с ним вниз по обрыву за ДК «Телта» к реке. В овраге Тамбасов несколько раз изнасиловал свою жертву, в том числе в извращенной форме, применяя в качестве орудия сексуального насилия различные предметы. После этого Тамбасов заставил девушку спуститься в канализационный люк, где продолжил подвергать ее сексуальному насилию. Девушка впоследствии утверждала, что Тамбасов угрожал ей убийством и убеждал ее в том, что она является не первой его жертвой.
Согласно показаниям девушки, после того как Тамбасов получил сексуальное удовлетворение, он решил ее убить и принялся душить ее руками.
Из показаний жертвы изнасилования:
Сзади он снова схватил меня за шею. Я стала задыхаться и услышала скрежет своих зубов. Он хотел свернуть мне шею. Он засунул мне в рот свою руку. Я сильно укусила его за палец. Он вскрикнул, я оттолкнула его, закричала: "На помощь". Потом вцепилась руками в лицо Димы. Я видела, что он замешкался, ослабил хватку, и бросилась бежать вверх по склону. И всё время кричала: "Помогите". Он кричал мне: "Вернись, я тебя не буду убивать".
Убежав от Тамбасова, девушка вернулась в ДК «Телта», где обратилась за помощью к охранникам, которые в свою очередь позвонили в милицию. Милицейский наряд приехал к ДК «Телта» очень быстро. В ходе опроса жертвы изнасилования сотрудники правоохранительных органов получили описание Тамбасова, приметы его внешности, в том числе описание травмы пальца, которую нанесла ему жертва изнасилования. Тамбасов не предпринял попытку уйти с места преступления. По какой-то причине он решил вернуться на дискотеку, где и был арестован сотрудниками милиции. На допросе Дмитрий свою вину отрицал и обвинял жертву изнасилования в даче ложных показаний. Тамбасов утверждал, что сексуальный контакт между ним и девушкой произошел по взаимному согласию. Согласно версии Тамбасова, во время оргазма он немного прихватил девушку за шею и поцарапал ей кожу, вследствие чего она вскочила и убежала из оврага. На судебном процессе Тамбасов просил суд его полностью оправдать. Жертва изнасилования свидетельствовала на суде о том, что родители Дмитрия неоднократно были замечены возле подъезда ее дома во время следствия и требовали с применением угроз, чтобы она изменила свои показания, а также предлагали ей выйти за Тамбасова замуж. В конечном итоге в августе 2003 года Дмитрий Тамбасов был признан виновным по статьям «Изнасилование, повлекшее заражение потерпевшей венерическим заболеванием» и «Насильственные действия сексуального характера», после чего суд назначил ему уголовное наказание в виде 7 лет и 6 месяцев лишения свободы.
После осуждения Тамбасов был этапирован для отбытия наказания в колонию-поселение № 22, которая расположена на территории поселка Кушмангорт (Чердынский район Пермского края). Отбыв в тюремном заключении 5 лет, Дмитрий Тамбасов подал ходатайство на условно-досрочное освобождение в 2009 году.

### Разоблачение в серийных убийствах
Летом 2008 года Дмитрия Тамбасова на территории колонии-поселения посетили следователи. В ходе разговора следователи рассказали ему о наличии улик, свидетельствующих о его причастности к совершению убийства 39-летней Татьяны Никитенко, которая была убита осенью 2002 года. Возле ее тела был обнаружен презерватив с отпечатками пальцев Тамбасова. После этого Тамбасов выразил согласие о сотрудничестве со следствием и вскоре покинул территорию колонии-поселения. Он был этапирован в один из Пермских следственных изоляторов, где в сентябре 2008 года написал 4 явки с повинной, признавшись в совершении 4 убийств и 3 изнасилований.
Первое убийство Дмитрий Тамбасов совершил 14 марта 2001 года в студенческом общежитии в Мотовилихинском районе Перми. Явку с повинной об этом убийстве Тамбасов написал 2 сентября 2008 года. Жертвой Дмитрия стала студентка, 19-летняя Юлия Шуленина, которая приехала из город Гремячинск и училась в колледже имени Славянова. Юлия ранее училась в Пермском государственном университете, из которого была вынуждена перевестись в колледж из-за ухудшения материального положения в семье в связи со смертью отца в феврале 2000 года. Шуленина имела репутацию девушки легкого поведения и неоднократно была замечена в своей комнате в общежитии с разными молодыми людьми. 14 марта 2001 года Юлия пришла в комнату с Тамбасовым. По словам соседки Юлии и самого Тамбасова, некоторое время он и Шуленина сидели на кухне общежития, где курили, ели мороженое и употребляли алкогольные напитки. Согласно свидетельствам Тамбасова и соседки по комнате Шулениной, между ней и Юлией произошла ссора, во время которой соседка по комнате высказала Юлии ряд претензий по поводу ее увлечения алкогольными напитками и ее беспорядочной половой жизни, после чего ушла из комнаты, оставив Тамбасова и Шуленину вдвоем. Дмитрий утверждал, что после того как они остались вдвоем с Шулениной - они занялись сексом по взаимному согласию, во время которого он стал причинять ей боль. Шуленина пыталась сопротивляться, однако Тамбасов подавил сопротивление путем удушения девушки, после чего заставил Юлию заниматься с ним анальным сексом с использованием посторонних предметов.
Из показаний Тамбасова:
Я был на площади у цирка, там познакомился с девушкой. Попили пиво, она позвала к себе в общагу. Занялись сексом по взаимному согласию. Но она лежала как бревно, это меня взбесило. Она стала сопротивляться, я схватил ее за шею, чтобы подавить сопротивление. Удовлетворившись, я встал, оделся, положил на нее одеяло, она не двигалась. Я ушел.
Труп Шулениной обнаружила ее соседка по комнате во второй половине следующего дня, когда он вернулась с занятий. Во время осмотра места совершения преступления, следователи обнаружили в комнате смазанный отпечаток ладони Тамбасова, а также составили довольно точный и подробный фоторобот Дмитрия на основании свидетельских показаний соседки по комнате Шулениной, однако этого для установления личности виновного не помогло. В конце 2001 года уголовное дело было приостановлено «за неустановлением лица в качестве обвиняемого».
В признательных показаниях на допросе от 2 сентября 2008 года Тамбасов подробно описал второе убийство. Его второй жертвой стала 36-летняя Татьяна Мехоношина, которую он убил 5 августа 2002 года. Татьяна работала продавцом вещевого павильона на центральном рынке Перми, однако проживала в поселке Оверята со своей мамой. Мехоношина не имела детей и являлась разведенной женщиной. В день убийства Татьяна заявила маме и подругам, что вечером  пойдет на дискотеку праздновать «День железнодорожника» и вернется домой рано утром на последней электричке. По словам Тамбасова, он познакомился с Татьяной Мехоношиной на дискотеке, после чего они отправились прогуляться по набережной в сторону моста. Спустившись на берег они решили искупаться, после чего занялись сексом по обоюдному согласию. Тамбасов утверждал, что в какой-то момент предложил Мехоношиной заняться анальным сексом, но женщина была против этого, после чего он ее задушил.
Из содержимого явки с повинной Дмитрия Тамбасова:
Я схватил ее за шею, чтобы она потеряла сознание от недостатка кислорода. Она перестала сопротивляться. Я встал, оделся, накинул на нее ее куртку. Взял ее сумку, высыпал содержимое и ушел с пляжа. Была ли она жива — пояснить не могу. Но, по-моему, она дышала. Умысла убивать у меня не было. Хотел, чтобы она меня не опознала и хватило времени убежать с места преступления.
После обнаружения трупа женщины ОУР ОВД Ленинского района Перми первоначально отказался возбуждать уголовное дело из-за «отсутствия события преступления», однако впоследствии уголовное дело было возбуждено, так как в ходе судебно-медицинской экспертизы было установлено, что Татьяна Мехоношина погибла из-за механической асфиксии.
22 ноября 2002 года Тамбасов совершил третье убийство. Жертвой стала 39-летняя Татьяна Никитенко, рядом с телом которой был обнаружен презерватив с отпечатками пальцев преступника. Женщина в молодости училась в институте культуры на режиссера, а с 1983 года работала в ДК имени Гагарина режиссером театральной студии. В 1989 году из-за внутренних разногласий она была вынуждена уволиться из ДК, после чего сменила ряд профессий. На протяжении 1990-х годов Никитенко в разное время работала дворником, уборщицей бассейна в манеже «Спартак», руководила кружками в школах и работала в детском танцевальном ансамбле Арнольда Райника. В свободное от работы время Никитенко посещала театр, особенно любила балет Евгения Панфилова. В конце 1990-х годов Татьяна Никитенко начала демонстрировать признаки психического расстройства. По словам ее матери, Татьяна прятала документы в квартире и вела долгие беседы с невидимым собеседником. Из-за ухудшения психического здоровья Никитенко незадолго до своей смерти прекратила поддерживать отношения со всеми своими знакомыми, бросила работу и стала вести бродяжнический образ жизни, предпочитая проводить почти все свое свободное время в сквере, расположенном недалеко от театра оперы и балета, где вскоре после полуночи 22 ноября 2002 года с ней познакомился Дмитрий Тамбасов.
Из показаний Тамбасова:
Я совершил изнасилование и убийство женщины около театра оперы и балета. Примерно в полночь я шел домой из центра города по улице Ленина и увидел одинокую женщину возле памятника Ленину. Ей было около 30 лет. Я решил познакомиться с целью совершения полового акта, но об этом ей не говорил. Мы посидели на лавочке. Я оглянулся по сторонам, чтобы рядом никого не было. Схватил ее за шею в удушающий замок. Пригрозил, что задушу, если она будет кричать. Повел ее за театр, где стоял вагончик. Она начала вырываться, я взял ее за шею, чтобы усыпить. Понял, что задушил ее. Забрал ее сумочку и выкинул во дворах. Потом я видел по новостям эту женщину. Убивать ее я не хотел. Хотел только усыпить на время, чтобы она не могла меня опознать и чтобы у меня хватило времени убежать подальше.
На допросе Тамбасов заявил, что как и в других случаях, во время сексуального насилия заставил Татьяну Никитенко заниматься с ним анальным сексом, что вызвало протест с ее стороны, после чего он принял решение ее задушить.
Также Дмитрий Тамбасов написал явку с повинной, признавшись в убийстве девушки по фамилии Веселова. В явке Тамбасов рассказал, что познакомился с девушкой около мини-рынка на площади Дружбы в Перми, после чего они спустились в лог, который был расположен у издательства «Звезда». Оказавшись в безлюдном месте, Тамбасов совершил на нее нападение, но девушка оказала ему сопротивление, после чего он задушил ее, а тело спустил вниз по склону лога. Тамбасов утверждал, что умысла убивать у него не было ее. Однако вскоре Дмитрий отказался от явки с повинной и перестал давать показания по этому уголовному делу, так как правоохранительные органы не имели никаких доказательств его причастности к убийству Веселовой.
Помимо признательных показаний в совершении убийств, Тамбасов дал признательные показания в совершении как минимум 3 изнасилований. Так он утверждал, что в 2002 или 2003 году изнасиловал проститутку.
Из протокола допроса Тамбасова:
Я ей сказал, что деньги у меня дома. Мы пошли перпендикулярно улице Ленина во дворы. Я хотел заняться сексом, а потом, не заплатив, убежать от нее. Зайдя в дверь одного из домов, я понял что это мусоропровод. Эта девушка тоже поняла это и сказала, что ничего не будет. Тогда я схватил ее за шею. И сказал, что придушу, она перестала сопротивляться. Я не помню, когда ее задушил, но она упала. Еще брякнули какие-то банки. Я ушел.
Следующее изнасилование он совершил летом 2002 года на территории детского сада в Ленинском районе Перми. Согласно свидетельствам Тамбасова, жертва была одна и употребляла алкогольные напитки. Тамбасов познакомился с ней, а потом изнасиловал. В этом случае он тоже душил свою жертву — по его словам, чтобы она потеряла сознание. Через несколько дней, согласно тексту явки с повинной Тамбасова, он познакомился с одинокой девушкой в кафе-шатре, расположенном на набережной Камы.
Из явки с повинной:
Она была грустная, по ее словам, она кого-то потеряла и не могла найти. Я предложил свою помощь. Предложил пойти вдоль шатров. Когда шатры кончились, предложил девушке пойти по короткому пути, то есть по склону. Она не хотела, но я уговорил ее, что так будет быстрее. Когда мы поднимались, где-то посередине склона я схватил ее за шею и припугнул, чтобы она молчала.
Тамбасов изнасиловал девушку, но согласно его показаниям - не стал подвергать удушению. Дмитрий утверждал, что после окончания акта сексуального насилия приказал ей стоять на месте и считать до 100, после чего быстро убежал в направлении набережной. В качестве мотива совершения преступлений Тамбасов указал психическое расстройство, заявив что испытывает серьезные проблемы с самоконтролем. В конце явки с повинной Тамбасов написал просьбу:
Прошу учесть мое чистосердечное признание. Прошу изолировать меня от общества, но только не на пожизненное. Также прошу назначить мне какое-то лечение, а лучше полностью заколоть меня какими-то препаратами, что колют психобольным. Я хочу жить хоть относительно нормальным человеком, а не таким извращенцем и маньяком
В ходе следствия Дмитрий Тамбасов согласился пройти тестирование на полиграфе. Результаты тестирования показали, что Тамбасов мог совершить от 9 до 11 убийств. Опытный полиграфолог УВД Пермской области Аскольд Маркович Петров после работы с Тамбасовым назвал его уникальным человеком, у которого жестокость идет по нарастающей.

### Суд
В конце 2008 и начале 2009 года Дмитрий Тамбасов под конвоем принимал участие в следственных экспериментах, целью которых было воспроизведение опытным путём действий, обстановки и других обстоятельств, связанных с убийствами Юлии Шулениной, Татьяны Мехоношиной и Татьяны Никитенко. Незадолго до открытия судебного процесса Тамбасов неожиданно отказался от своих явок с повинной и изменил показания, утверждая, что признался в совершении серии убийств и изнасилований, так как следователи оказывали на него физическое и психическое воздействие. В последующие дни Тамбасов сослался на статью 51 Конституции РФ и отказался свидетельствовать против себя. Находясь в следственном изоляторе в ожидании суда, Тамбасов продолжал демонстрировать патологически повышенное половое влечение к женщинам. По словам его сокамерников, он постоянно просил у них эротические журналы и занимался мастурбацией. Сокамерники впоследствии утверждали, что Тамбасов принял решение изменить свои первоначальные признательные показания из-за реакции своих родителей, которые были против его показаний и могли отказаться от него.
В начале 2009 года адвокаты Тамбасова подали ходатайство о проведении судебно-психиатрической экспертизы для установления степени его вменяемости, которое было удовлетворено. По результатам экспертизы он был признан вменяемым, несмотря на то, что у него были выявлены отклонения в психическом развитии. Так в заключении сексопатолога говорилось, что Тамбасов считает себя одаренным, добрым, сексуальным и оправдывал свои действия «неблагоприятным стечением обстоятельств». Тамбасов утверждал, что наносил себе порезы с целью подавить нервное возбуждение. Во время психиатрического обследования Тамбасов вспоминал Андрея Чикатило и других серийных убийц, которые по его субъективному мнению «несправедливо были признаны вменяемыми». О себе Дмитрий Тамбасов говорил, что находится «в особенном болезненном состоянии», страдает амнезией и он «сам заблокировал память».
В ходе судебно-психиатрической экспертизы у Тамбасова было диагностировано смешанное расстройство личности и ряд сексуальных девиаций. Отмечалось что он обладал целым рядом негативных качеств, таких как нетерпимость, завышенная самооценка, изворотливость, примитивность переживаний, жажда признания, лживость, циничность, самоутверждение за счет физических и моральных страданий, сексуальная распущенность, агрессивный садизм, нетерпимость к запретам, обидчивость, несдержанность в реализации влечений, злоупотребление алкоголем с психопатоподобным поведением в состоянии опьянения. Также отмечалось наличие у него аномальных сексуальных проявлений агрессивного садизма и эмоциональной незрелости, привычки потворствовать своим желаниям и сиюминутному удовлетворению низменных потребностей, страсть к садизму, отсутствие сдерживающих мотивов, задержка психосексуального развития. Психиатр сделал заключение, что Тамбасов был также способен увлечь других неординарностью поступков и мышления. Сам Дмитрий Тамбасов в ходе проведения судебно-медицинской экспертизы убеждал психиатров в том, что страдает тяжелым психическим расстройством, деперсонализацией и нарушением восприятия, так как окружающий мир по его мнению казался ему нереальным, а все что происходило с ним - воспринималось им как сновидение.
В конечном итоге Дмитрий Тамбасов был признан виновным по всем пунктам обвинения, после чего Пермский краевой суд 30 июля 2009 года с участием коллегии присяжных назначил ему уголовное наказание в виде пожизненного лишения свободы. Во время вынесения приговора Тамбасов попросил о снисхождении, от последнего слова отказался.
В 2010 году Тамбасов подал кассационную жалобу в Верховный суд Российской Федерации, которая была удовлетворена, вследствие чего уголовное наказание в виде пожизненного лишения ему было отменено. В своей жалобе Тамбасов заявил, что во время судебного процесса гособвинитель рассказал присяжным заседателям о его прошлой судимости. По мнению Тамбасова интенсивная огласка по его делу, как и сам эффект гласности, способствовала социальным предрассудкам в деле его осуждения. Также, по словам Тамбасова, суд отказал ему в допросе дополнительных свидетелей и не учел при вынесении приговора смягчающих обстоятельств, таких как явки с повинной и молодой возраст. В своей кассационной жалобе Тамбасов привел положительные характеристики из мест лишения свободы, на основании чего он был переведен в колонию-поселение после осуждения по обвинению в изнасиловании в 2003 году как «вставший на путь исправления».
В конечном итоге Верховный суд заменил ему уголовное наказание в виде пожизненного лишения свободы на уголовное наказание в виде 25 лет лишения свободы.
Из постановления Верховного Суда РФ:
По закону в приговоре необходимо указывать, какие обстоятельства, влияющие на степень и характер ответственности подсудимого, доказаны при разбирательстве. Пожизненное лишение свободы может применяться лишь тогда, когда необходимость его назначения обусловлена особыми отягчающими обстоятельствами и исключительной опасностью для общества. В приговоре решение такими обстоятельствами не обосновано. Судом не учтены характеристики Тамбасова, когда его перевели в колонию-поселение ввиду надлежащего поведения и того, что он встал на путь исправления. Также является необоснованным довод суда о том, что Тамбасов в последующем совершил аналогичное насильственное преступление, за которое он был осужден, дает суду основание сделать вывод о социальной установке подсудимого на совершение преступлений. Это носит предположительный характер и не соответствует статьям 61 и 63 УК РФ о недопустимости учета дважды одних и тех же обстоятельств, поэтому это подлежит исключению из приговора.
Во время следствия особый резонанс вызвало то обстоятельство, что отпечатки пальцев на презервативе, найденном на месте совершения убийства Татьяны Никитенко в ходе криминалистической экспертизы в 2003 году не показали соответствие с отпечатками пальцами Тамбасова, несмотря на то, что его отпечатки находились в дактилоскопической базе данных, так как Тамбасов привлекался к уголовной ответственности в несовершеннолетнем возрасте. Во время суда над Тамбасовым прокуратура Пермского края не смогла дать этому инциденту рационального объяснения. Лишь спустя 19 лет после убийства Татьяны Никитенко, в 2022 году, следователь Гульнара Абибулаева объяснила причины этого инцидента:
Система «papillon», куда заносятся эти данные, не сразу выдаёт такую информацию. Это сейчас она стала более совершенной. Тогда — в начале 2000-х — не было такой совершенной технической базы. Его отпечатки появились в системе, когда его уже осудили. Тогда его пальчики занесли в базу. Но это случилось спустя шесть лет после убийства Никитенко. А до этого их там не было. Тамбасов работал охранником, нормально характеризовался. Когда я допрашивала Тамбасова много часов, я видела, что это, скажу так, не столько жестокий, а расчетливый человек, потому что он не оставлял никаких следов на месте преступления. Он изнасиловал женщину на пляже в Ленинском районе, убил ее — задушил — а никаких следов нет. Ее нашли через несколько часов, он ее прикрыл плащом, лежит женщина — может, спит. В те годы еще не существовала ДНК-экспертиза, не было молекулярно-генетической экспертизы. Поэтому мы не могли определить принадлежность кожного эпителия. Сейчас проще расследовать преступления.

### В заключении
После осуждения Тамбасов был этапирован для отбытия наказания в исправительную колонию ИК-12, расположенную в поселке Широковский Пермского края. Так как при совершении особо тяжкого преступления осужденные могут подать ходатайство на условно-досрочное освобождение по отбытии 3/4 от срока уголовного наказания, Тамбасов смог воспользовался этой возможностью в 2022 году. В августе 2022 года он попросил о смягчении режима и подал ходатайство о замене ему оставшегося срока тюремного заключения на принудительные работы. Однако в октябре того же года Пермский краевой суд его ходатайство отклонил.
Будучи в заключении Тамбасов женился, однако администрацией исправительной колонии характеризовался негативно. Администрация колонии в конце 2022 года выдала справку, из которой следовало, что Тамбасов трудоустроился в исправительной колонии лишь в 2020 году, работал хлеборезом, дневальным и деревообработчиком. За годы тюремного заключения он неоднократно подвергался дисциплинарным взысканиям и периодически помещался в ШИЗО. Всего по состоянию на декабрь 2022 года, Тамбасов за 12 лет, проведенных в исправительной колонии имел 26 дисциплинарных взысканий и 13 поощрений. Будучи в заключении он состоял на профилактическом учете как склонный к побегу, суициду и членовредительству, а также совершению сексуальных преступлений.
В апреле 2024 года появилась информация, что ряд осужденных в ИК-12, в том числе Дмитрий Тамбасов, заключили контракт с «Министерством обороны Российской Федерации» и были отправлены для участия в российском вторжении на Украину, однако представители правоохранительных органов эту информацию не подтвердили, заявив, что Тамбасов находится в исправительной колонии и продолжает отбывать назначенное ему судом уголовное наказание.
Дата освобождения Дмитрия Тамбасова назначена на лето 2028 года.

## В массовой культуре
- Документальный фильм «Маньяк Тамбасов» из цикла «Вызов 02» (ведомственная телепередача Главного Управления МВД России по Пермскому краю)
- Документальный фильм «Сексуальный маньяк Тамбасов» из цикла «Тёмная сторона жизни»
- Документальный фильм «Скрытая угроза» из цикла «Вне закона»